# Oncogene
Oncogene ist eine Fachzeitschrift, die von der Nature Publishing Group herausgegeben wird. Die Erstausgabe erschien 1987. Die Zeitschrift erscheint wöchentlich und veröffentlicht Artikel zu allen Aspekten von Struktur und Funktion der Onkogene:
- Zelluläre Onkogene und Mechanismen der Aktivierung
- Struktur und Funktion der codierten Proteine
- Onkogene von DNA- und RNA-Tumorviren
- Molekulare Onkologie von menschlichen Tumoren
- Tumorsuppressorgene
- Gene, die das Wachstum regulieren
- Zellzykluskontrolle
- Wachstumsfaktoren und Rezeptoren
- Apoptose
- Immortalisierung und zelluläre Seneszenz

Der Impact Factor des Journals lag im Jahr 2015 bei 7,932. Nach der Statistik des ISI Web of Knowledge wird das Journal mit diesem Impact Factor in der Kategorie Biochemie und Molekularbiologie an 23. Stelle von 289 Zeitschriften, in der Kategorie Onkologie an 15. Stelle von 213 Zeitschriften, in der Kategorie Zellbiologie an 26. Stelle von 184 Zeitschriften und in der Kategorie Genetik und Vererbung an zwölfter Stelle von 167 Zeitschriften geführt.
Chefherausgeber ist Douglas R. Green, St. Jude Children’s Research Hospital, Memphis, Vereinigte Staaten von Amerika.